# Ernst Müller (Orthopäde)

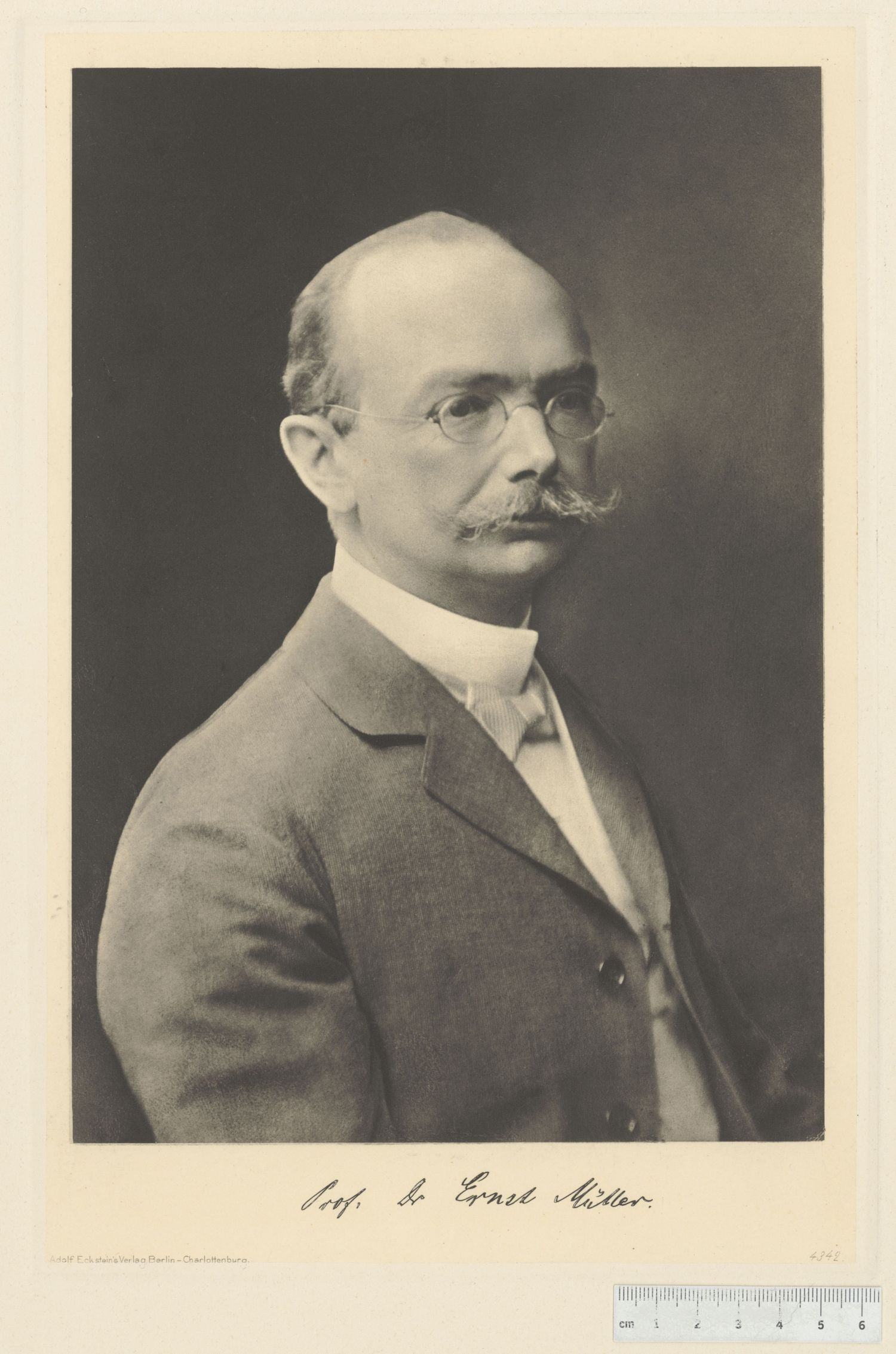
Portrait Prof. Dr. Ernst Müller (Orthopäde, Chefarzt der orthopädischen Kinderabteilung am Olgahospital Stuttgart)

Die Olgaheilanstalt in Stuttgart um 1902, Postkarte aus dem Stadtarchiv Stuttgart, Signatur Stadtarchiv Stuttgart - 9450 - A 287/2.

Ernst Müller (* 13. Februar 1856 in Stuttgart; † 9. November 1928 in Stuttgart) war ein deutscher Orthopäde. Er blieb besonders in Erinnerung als Erstbeschreiber von Hüftfehlstellungen, die seit 1894 unter dem recht allgemeinen Terminus Coxa vara zusammengefasst wurden.

## Leben
Nach Beendigung seines Medizinstudiums in Tübingen war er bis 1888 1. Assistenzarzt unter Viktor von Bruns an der Chirurgischen Klinik der Universität Tübingen, wo er sich auch zum Privatdozenten habilitierte. Danach siedelte er als Facharzt für Chirurgie und Orthopädie nach Stuttgart über und gründete zunächst eine chirurgisch-orthopädische Privatklinik, die er aber aufgab, als er Chefarzt für Chirurgie am Olgahospital für Kinder wurde.
Noch während seiner Assistenzjahre in Tübingen beschrieb Ernst Müller 1888 als Erster Hüftfehlstellungen als Folge einer Verbiegung des Schenkelhalses als ein neues Krankheitsbild. 1894 erhielt dieses Krankheitsbild durch Franz von Hofmeister, einen Kollegen an der Klinik in Tübingen, sowie Theodor Kocher, Professor der Chirurgie in Bern, die Bezeichnung Coxa vara (»verbogene Hüfte«), die eine ganze Gruppe unterschiedlicher Krankheitsbilder infolge der Verbiegung des Schenkelhalses umfasste.
Als von hoher Kenntnis des Mechanismus des normalen und pathologischen Fußes zeugend wurde die von Müller entwickelte und mit Erfolg angewandte Operation des Plattfußes gewürdigt.
Müller forschte viel zur Regeneration und zum Nachwachsen von Knochen und Muskeln, auch bei Tieren, und kann als Vorvater der Verpflanzung von Muskeln betrachtet werden. Es wird berichtet, dass Müller einem Knaben, der sich bis dahin nur sitzend mit Hilfe der Arme fortbewegen konnte, durch etwa 10 Operationen im Lauf eines halben Jahres wieder zum Gehen verholfen habe.
Im Verhältnis zu seinen Beiträgen zu Fortschritten in der Chirurgie und Orthopädie hinterließ Müller nur ein geringes Schrifttum.
Müller war von 1909 bis Oktober 1927 Chefarzt der chirurgisch-orthopädischen Abteilung des Olgahospitals für Kinder in Stuttgart.

## Müller als Person
Seine auf innerer Sicherheit fußende Ruhe und unerschütterliche Gelassenheit, das ganze Wesen des Chefs wirkte wohltuend auf den gesamten Lazarettbetrieb und auf die Untergebenen, die ob Soldaten oder Schwestern an dem unscheinbaren Mann, der so zielbewußt seines Weges ging, hinauf sahen. Sein trockener Humor hat in mancher langen Geduldsprobe die sinkende Stimmung der Verwundeten wieder zu heben vermocht. Wenn aber alle seine Patienten, groß und klein, sich in seiner Fürsorge geborgen fühlten, so war es neben seinem sicheren und doch so sanften Zugreifen die persönliche Teilnahme, die er ohne Worte, aber unverkennbar, jedem entgegenbrachte, der sich ihm anvertraute.